# Гальмстад
Гальмстад (швед. Halmstad, МФА: ['hulm-stɑː(d)]) — портове, університетське, промислове місто в гирлі річки Ніссан, на південному заході Швеції. Населення міста становить близько 58 тис. мешканців, з передмістями — 80 тис. осіб.

## Історія
Гальмстад вперше згадується в раннє Середньовіччя, у період з 1000 по 1100 рр.

## Військовий гарнізон
Гальмстад має давні традиції як військове місто. У ньому дислокується єдиний у Швеції полк протиповітряної оборони. У відповідному військовому містечку знаходиться музей військового життя міста та історії розвитку полку ППО до сьогодні. Крім полку протиповітряної оборони, є також Військовий університет Гальмстаду (MHS H), Технікум сил оборони Швеції (FMTS). Ці структури та інші підрозділи разом називають гарнізоном Гальмстада.

## Відомі люди
- Карл Більдт — політик, прем'єр-міністр (1991–1994), міністр закордонних справ (з 2006);
- Пер Гессле — музикант (Roxette, Gyllene Tider);
- Ернст Уігфорсс — політик;
- Йорген Перссон — гравець в настільний теніс;
- Фредрік Юнгберг — футболіст;
- Йонас Альтберг — музикант (Basshunter);
- Майкл Амотт — музикант;
- Софія Арвідссон — тенісистка.
- Фредрік Стрьом — соціаліст.
- Йоганнес Роберт Ридберґ — (швед. Johannes Robert Rydberg, 8 листопада 1854, Гальмстад — 28 грудня 1919, Лунд) — шведський фізик.

## Галерея

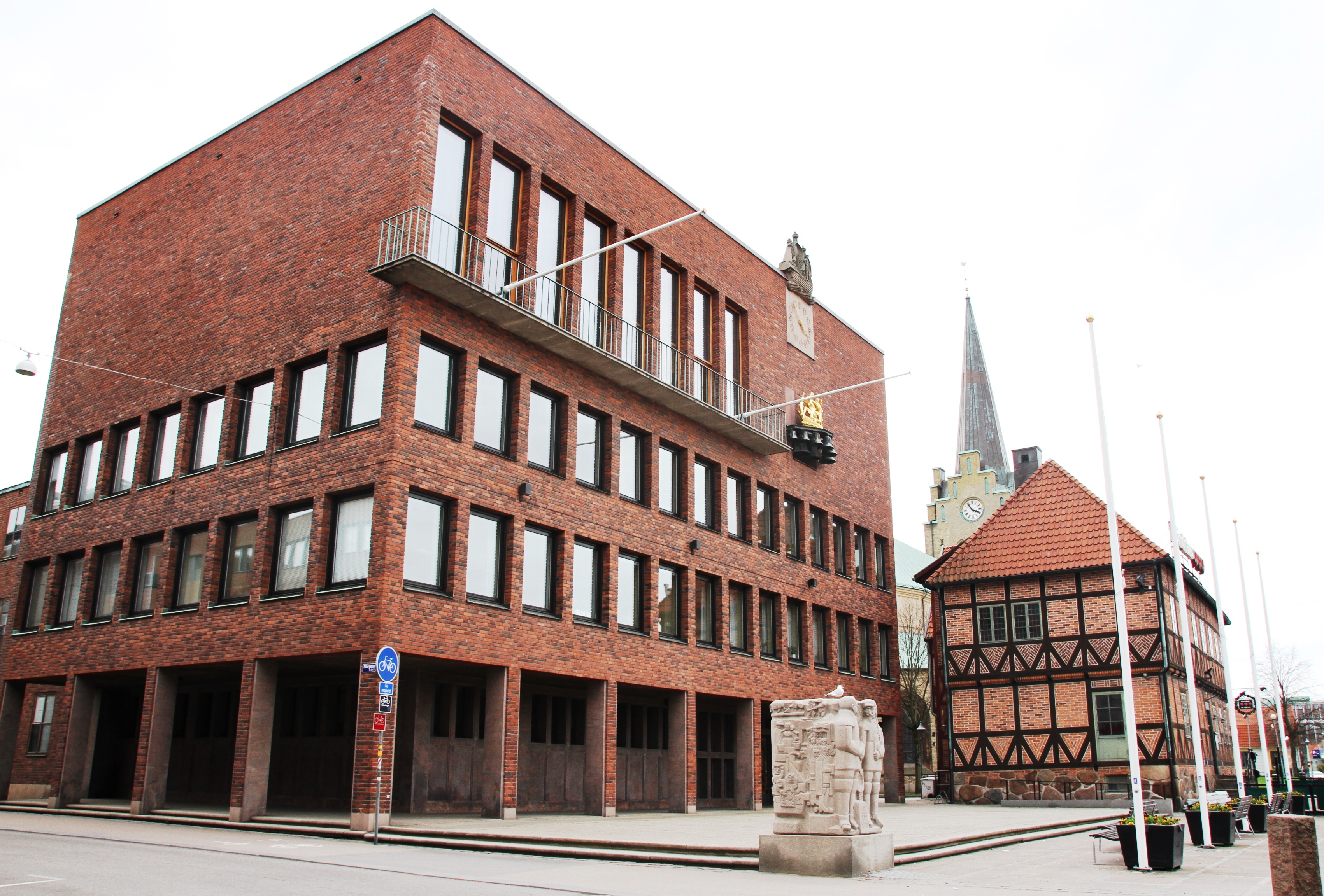
Ратуша
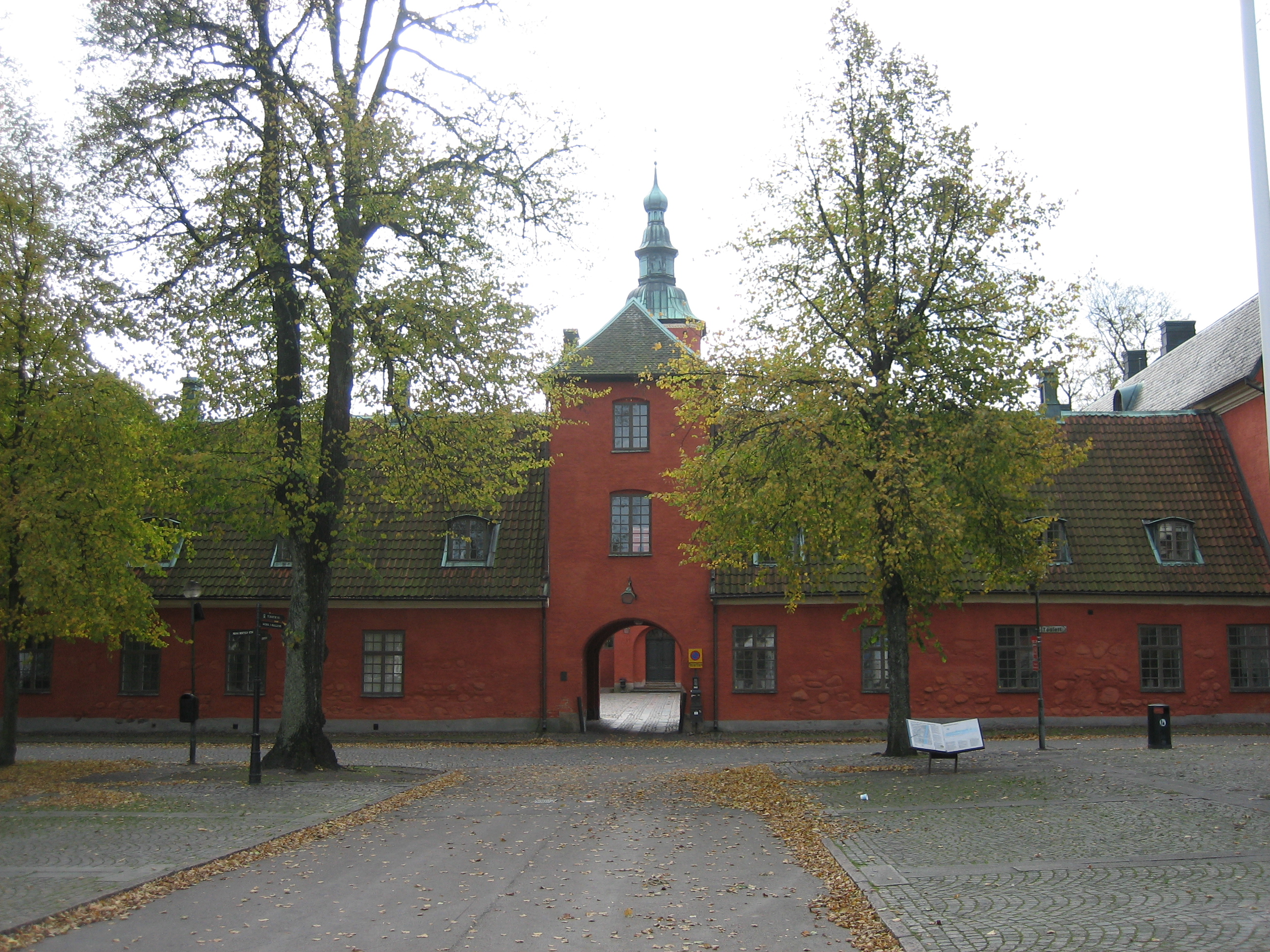
Замок у Гальмстаді
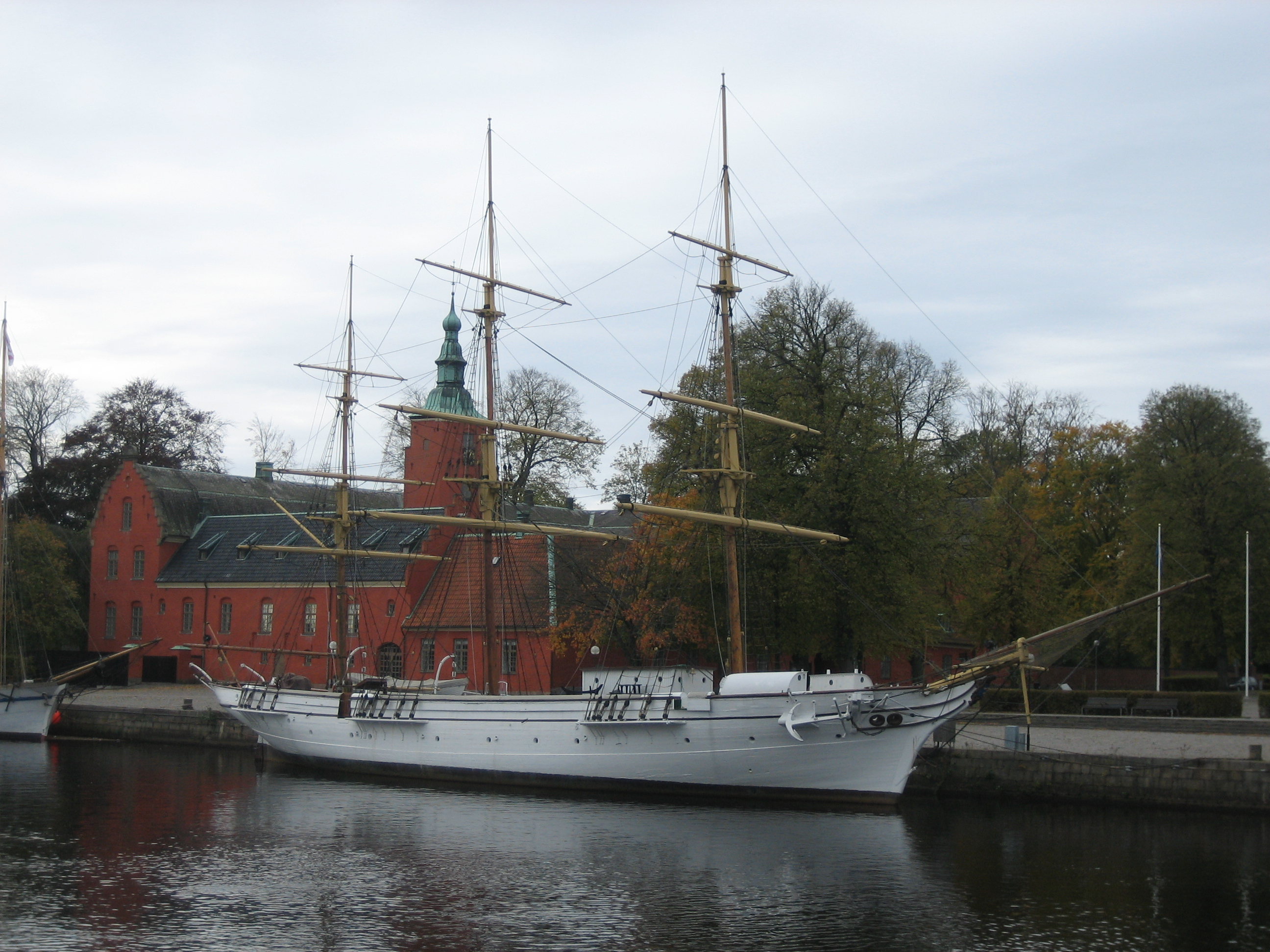
Вітрильник «Najaden» біля замку в Гальмстаді
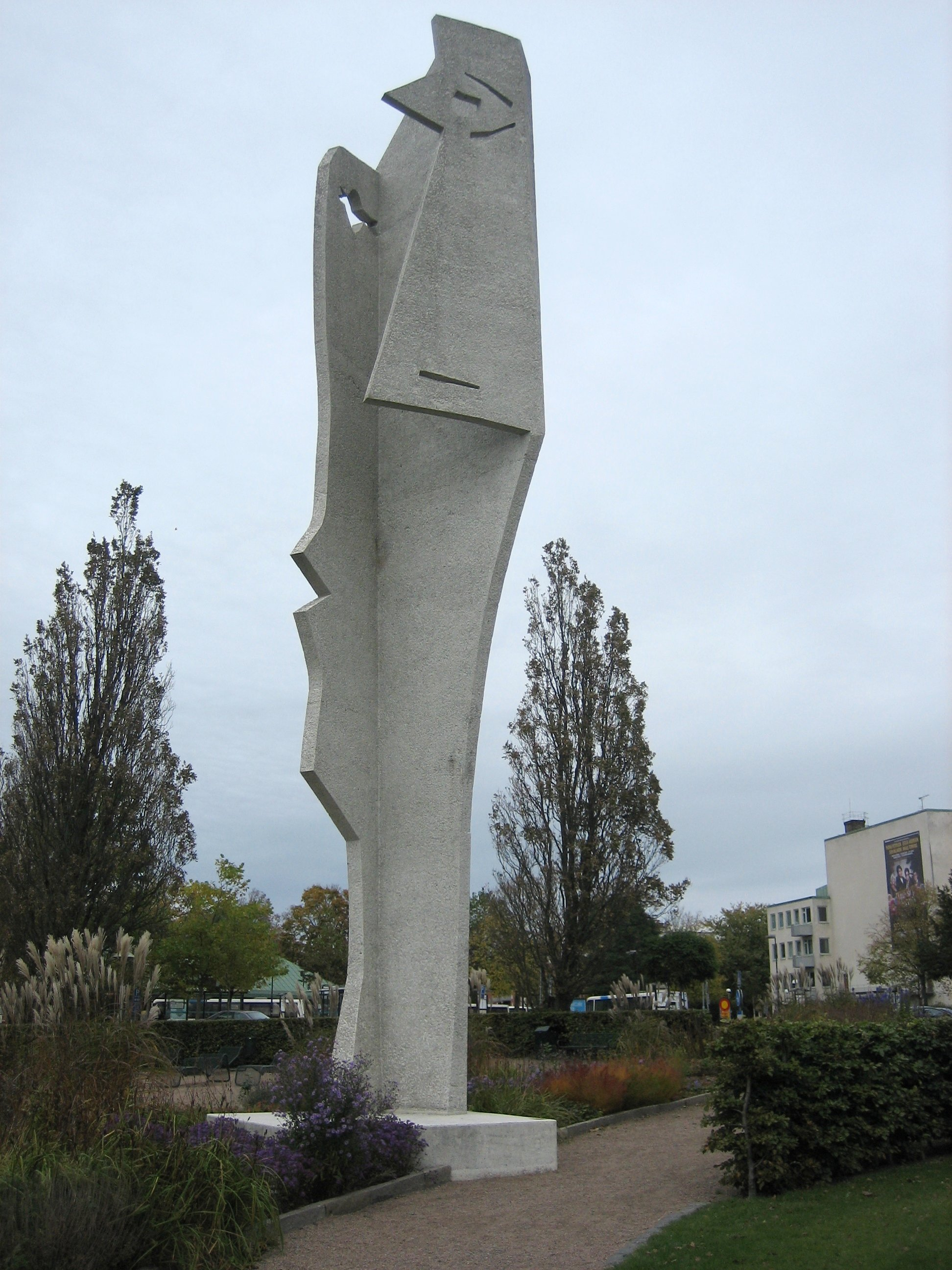
Скульптура «Жіноча голова» Пабло Пікассо
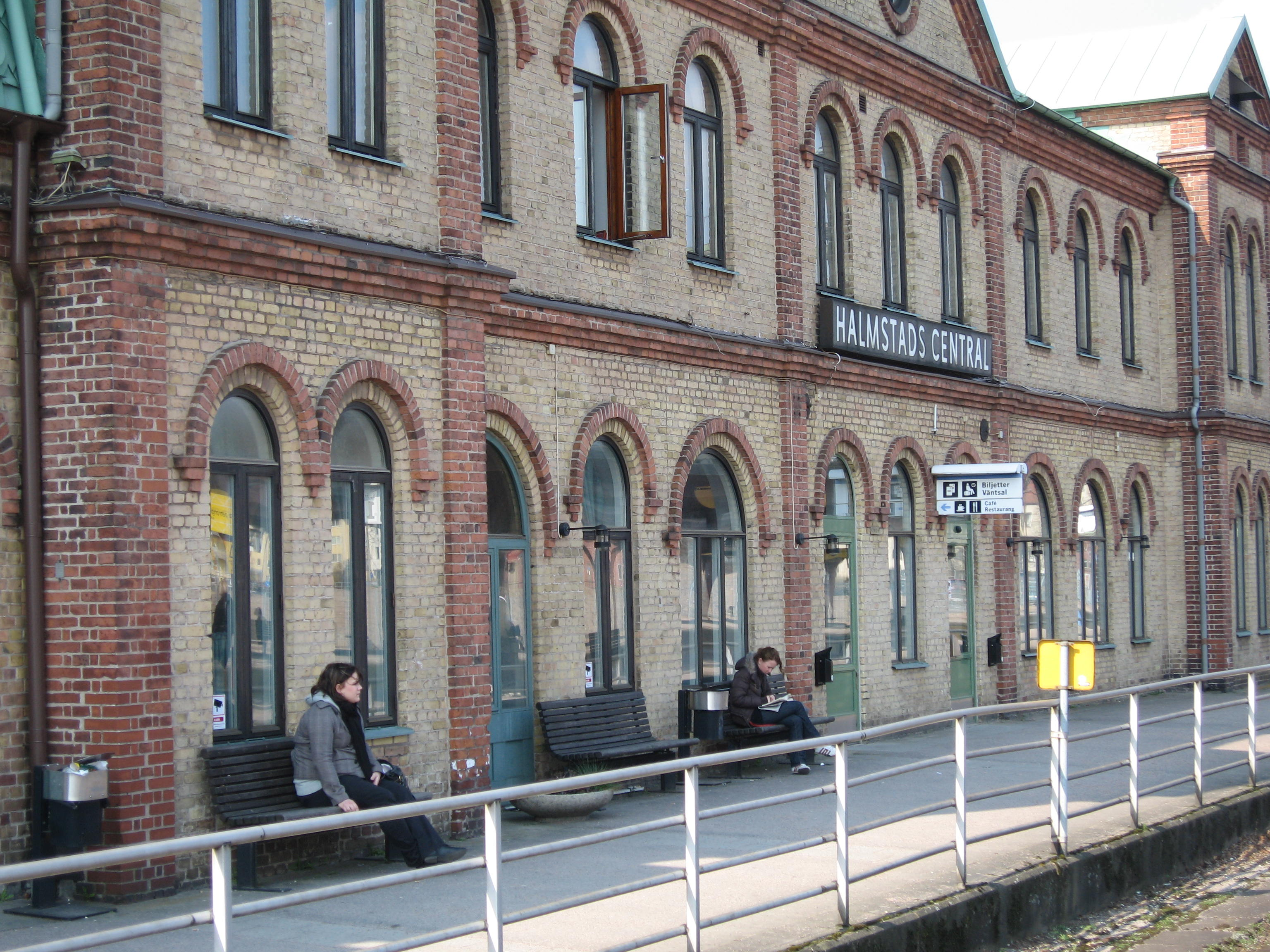
Залізничний вокзал у Гальмстаді
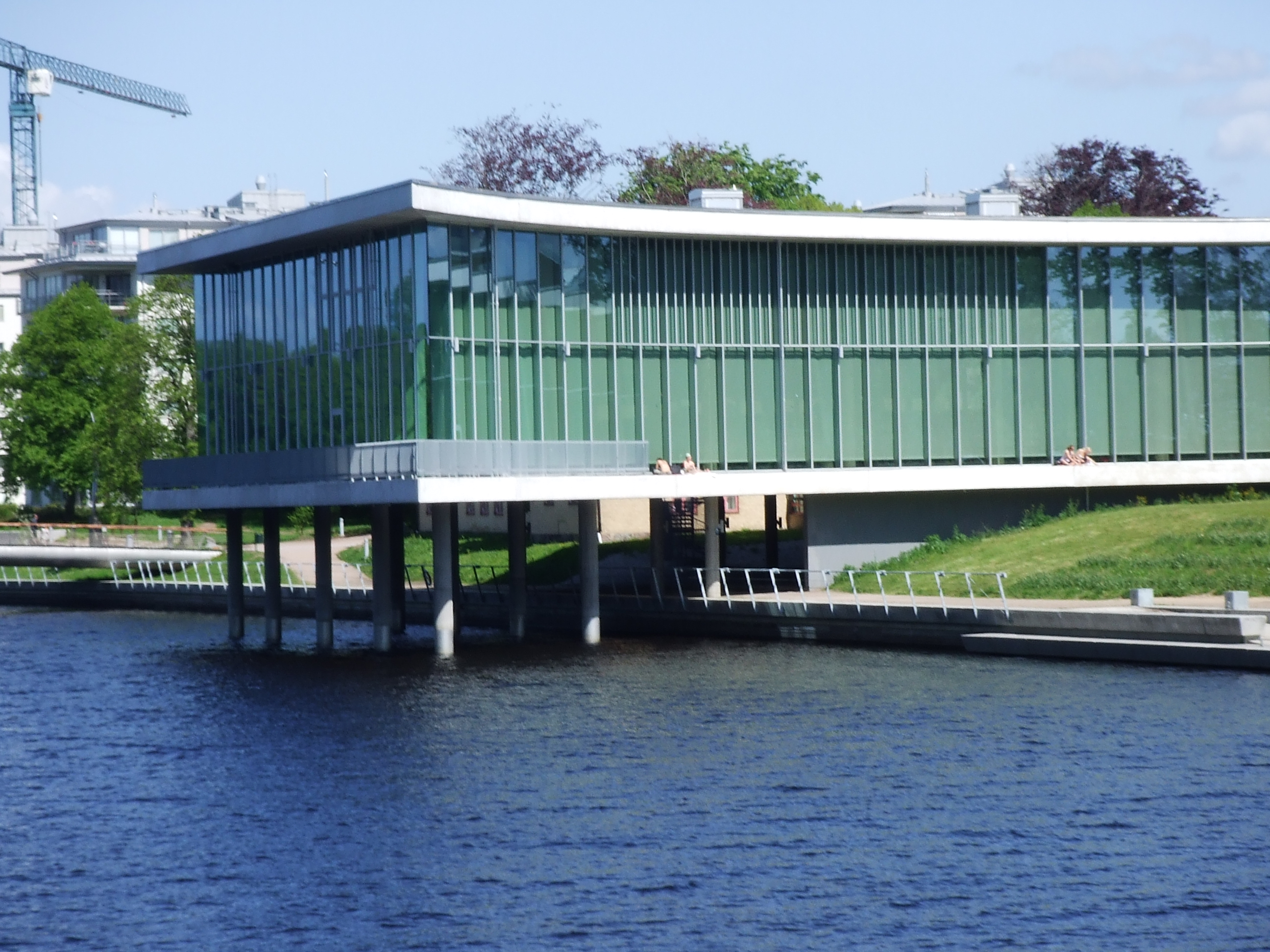
Бібліотека міста